# Gotha
Gotha er en by i den tyske delstat, fristaten Thüringen. I Gotha lever der ca. 49 000 mennesker og den har en udstrækning på cirka 70 km².

## Historie
Gotha udviklede sig som markedsplads ved Via Regia, "Kongevejen", beskyttet af Burg Grimmenstein, en ludowingisk  fæstning. I det 17. århundrede blev Gotha residensby for hertugdømmet Sachsen-Gotha – siden 1826 Sachsen-Coburg und Gotha. Hertugerne skabte en forbilledlig stat med hensyn til forvaltning og økonomi.
Da Martin Luther i marts 1521 havde fået frit lejde af kejser Karl 5. til sin rejse til rigsdagen i Worms, var Gotha en af de byer der med begejstring tog imod ham og lyttede til hans prædikener.
Gothaprogrammet (tysk: Gothaer Programm) er et socialistisk program som blev vedtaget på en kongres i Gotha i 1875, samtidig som Det tyske socialistiske arbejderparti blev dannet. Gothaprogrammet har haft stor betydning inden for den internationale socialistiske bevægelse, men blev i samtiden skarpt kritiseret af Karl Marx og Friedrich Engels
Den tyske adelskalender blev trykt i Gotha, og gik under navnet «Der Gotha»

## Seværdigheder
- Slottet Friedenstein med slotsmuseet og slotskirken. Slotsmuseet ejer store kunstskatte fra antikken til vor tid. I det vestre tårn på slottet ligger Ekhofteatret, som er Tysklands ældste slotsteater i barok. Slottet rummer også et museum for regional historie og folkekultur. Under slottet og slotsparken strækker kasematterne fra 1600-tallet sig i 2½ kilometers længde.
- Naturmuseet med dinosaurudstilling
- Rådhuset, med en nordvæg som hører til de fineste renæssancefacader i Thüringen.
- Augustinerklosteret
- "Haus der Versicherungsgeschichte" fortæller historie om brand- og skadesforsikring. De første tyske forsikringsselskaber blev grundlagt i Gotha.
- Gotano Weinmarkt giver prøver på og sælger forskellige kvaliteter af den traditionsrige Gotano-Vermouth.

## Kendte personer
- Lucas Cranach den Ældre, 1472–1553, renæssancemaler
- Hannah Höch, 1889 - 1978, kunstner